# Arthur Hindenburg
 Der er for få eller ingen kildehenvisninger i denne artikel, hvilket er et problem. Du kan hjælpe ved at angive troværdige kilder til de påstande, som fremføres i artiklen.

Arthur Leopold Hindenburg (født 2. august 1832 i København, død 25. marts 1913 smst) var en dansk retskyndig, bror til Theodor Hindenburg.
Hindenburg blev student fra Metropolitanskolen 1850, cand.jur. 1855, 1860 prøveprokurator, 1862 overretsprokurator, 1863 Højesteretsadvokat, 1865-1901 konstitueret kammeradvokat, 1872 dr.jur., 1869-1876 medlem af Folketinget. Som forfatter har Hindenburg særlig behandlet handels- og søretten, således i Haandbog i den danske Vekselret (1860), doktordisputatsen Om Køb og Salg (1872, 2. udgave 1903), og forskellige afhandlinger i Tidsskrift for Retsvæsen, Ugeskrift for Retsvæsen, Tidsskrift for Retsvidenskab etc., der alle røber et udstrakt kendskab både til uden- og indenlandsk praksis og litteratur. Også i legislativ syssel tog han del, og han stiftede den danske filial af Institut de droit international du droit maritime.
Som politiker tilhørte Hindenburg Højre. I den politiske konfliktsperiode støttede han ivrigt den Estrupske regering; hans »Z«-artikler i Berlingske Tidende vakte stor forbitrelse i modstandernes lejr. Han blev sin politiske overbevisning tro til det sidste, og i en mængde brochurer og småskrifter, fx Mod Strømmen (1899), udtalte han sig med megen skarphed såvel mod de radikale og socialistiske partier som mod de strømninger inden for Højre, der syntes ham at have forladt fortidens rene linjer.
Han var formand for Dansk Selskab for international Søret, i bestyrelsen for De Spannjerske Legater og for Københavns Husflidsforening, medlem af Bureau permanent du Comité maritime international, Kommandør af 1. grad af Dannebrog og Dannebrogsmand.